# Теорема про заборону клонування
Теорема про заборону клонування — твердження квантової теорії про неможливість створення ідеальної копії довільного невідомого квантового стану. Теорема була сформульована Вуттерсом, Зуреком і Дієксом в 1982 році і мала величезне значення в області квантових обчислень, квантової теорії інформації та суміжних областях.
Теорема про заборону клонування є ще одним прикладом несумісності повсякденної інтуїції та квантової механіки. Ми всі звикли, що будь-який об'єкт (реальний фізичний предмет, інформація у вигляді набору бітів) можна скопіювати. Виявляється настільки повсякденна в наш час річ не є фундаментальною. Навіть один єдиний квантовий біт (кубіт) в загальному випадку неможливо скопіювати.
Стан однієї квантової системи може бути зчепленим зі станом іншої системи. Наприклад, створити зчеплений стан двох кубітів можна з допомогою однокубітного перетворення Адамара і двухкубітного квантового вентиля C-NOT. Результатом такої операції не буде клонування, оскільки результуючий стан не можна описати на мові станів підсистем. Клонування — це така операція, в результаті якої створюється стан, що є тензорним добутком ідентичних станів підсистем.

## Доведення
Нехай ми хочемо створити копію системи A, яка знаходиться в стані {\displaystyle |\psi \rangle _{A}} (див. означення Дірака). Для цього візьмемо систему B з таким самим гільбертовим простором, яка знаходиться в початковому стані {\displaystyle |e\rangle _{B}}. Початковий стан, звичайно, не повинен залежати від стану {\displaystyle |\psi \rangle _{A}}, оскільки цей стан нам невідомий. Система утворена сумою A + B (складена система) описується тензорним добутком станів підсистем:
{\displaystyle |\psi \rangle _{A}\otimes |e\rangle _{B}\equiv |\psi \rangle _{A}|e\rangle _{B}.}
Зі складеною системою можна провести дві різні дії.
1. Принцип невизначеності Гейзенберга стверджує, що не можна одночасно виміряти величини, чиї оператори не комутують. Проблема в тому, що в процесі вимірювання вектор стану коллапсує, інформація про нього втрачається. Якщо у нас спочатку немає множини копій вихідної системи, то дізнатися значення коефіцієнтів з одного виміру неможливо. Тобто конвертувати квантову інформацію в класичну теж не вийде. Тому ми можемо виміряти тільки стан системи, що призведе до необоротного переходу системи в одне з ЇЇ власних станів і до (часткової) втрати інформації про вихідний стан системи A. Очевидно, такий сценарій нам не підходить.
2. Інша можливість полягає в застосуванні унітарного перетворення U, належним чином «налаштовуючи» гамільтоніан системи. Оператор U буде клонувати стан системи, якщо

{\displaystyle U|\psi \rangle _{A}|e\rangle _{B}=|\psi \rangle _{A}|\psi \rangle _{B}}
і {\displaystyle U|\phi \rangle _{A}|e\rangle _{B}=|\phi \rangle _{A}|\phi \rangle _{B}}
для всіх {\displaystyle |\phi \rangle } і {\displaystyle |\psi \rangle .}
Згідно з визначенням унітарного оператора, U зберігає скалярний добуток:
{\displaystyle \langle e|_{B}\langle \phi |_{A}U^{\dagger }U|\psi \rangle _{A}|e\rangle _{B}=\langle \phi |_{B}\langle \phi |_{A}|\psi \rangle _{A}|\psi \rangle _{B},}
тобто
{\displaystyle \langle \phi |\psi \rangle =\langle \phi |\psi \rangle ^{2}.}
З цього випливає, що або {\displaystyle |\phi \rangle =|\psi \rangle ,} або стани {\displaystyle |\phi \rangle } і {\displaystyle |\psi \rangle }ортогональні (що в загальному випадку, звичайно, невірно). Таким чином, операція U не може клонувати довільний квантовий стан. Теорема про заборону клонування доведена.

## Квантова телепортація
Може здатися, що заборона на клонування робить принципово неможливою телепортацію квантової системи. Неявно мається на увазі, що для телепортації необхідно мати всю інформацію про систему, передати її в інше місце і використовувати для відновлення абсолютно точної копії вихідного об'єкта, що неможливо згідно з принципом невизначеності Гейзенберга. Проте алгоритм квантової телепортації був відкритий в 1993 році.

## Неточне копіювання
Хоча створення точних копій невідомого квантового стану неможливе, можна тиражувати його неточні копії. Для цього потрібно привести вихідну систему у взаємодію з більшою допоміжною системою і провести спеціальне унітарне перетворення комбінованої системи, в результаті якого кілька компонентів більшої системи стануть приблизними копіями вихідної. Такий процес може бути використаний для атаки на квантові криптографічні системи, а також для інших цілей у квантових обчисленнях.